# Albert Burgh
Albert Burgh, nizozemski zdravnik in politik, * 1593, † 24. december 1647, Novgorod.
Študij medicine je končal leta 1618 v Amsterdamu, katerega župan je postal pozneje (1638-1646).